# Zemljopis Vanuatua
Vanuatu je otočna država u južnom Tihom oceanu, prethodno zvana Novi Hebridi. Sastoji se od 82 otoka s 2528 km obale i ukupnom površinom od 14 760 km², što je nešto veći od države Connecticut, a manje od Slovenije.
Vanuatuanske geografske koordinate su 16°00′S 167°00′E / 16.000°S 167.000°E, dio je Oceanije. Neposredne susjedne države su Salomonski Otoci i Nova Kaledonija, dok je Australija najbliži kontinent.
Vanuatu je planinsko otočje vulkanskog podrijetla s uskim obalnim nizinama.
Najviši vrh Vanuatua je Tabwemasana na 1879 metara, a nalazi se na otoku Espiritu Santu u pokrajini Sanma. Otočje je u tropskoj klimi koju su oblikovali jugoistočni pasati, prirodni resursi su drvene šume i ribe. Od 1993. godine, 75 % površine je prekriveno šumama, 10 % je pod usjevima dok je 2 % trajnih pašnjaka i drugih oranica. Fizička opasnost su tropski cikloni tajfuni i to od siječnja do travnja te vulkanska aktivnost koja ponekad izaziva manje potrese.
Većina stanovništva nema pristup pitkoj vodi i pouzdanu opskrbu vodom. Krčenje šuma je još jedan veliki problem na otocima. Država je potpisnik mnogih međunarodnih sporazuma o zaštiti prirode.